# Неон-21
Неон-21 (нео́н два́дцать оди́н) — стабильный нуклид химического элемента неона с атомным номером 10 и массовым числом 21. Изотопная распространённость неона-21 в природе составляет 0,27 %.

## Образование
Образуется в результате β−-распада нуклида 21F (период полураспада 4,158(20) с, выделяемая энергия 5684,2(18) кэВ) и β+-распада нуклида 21Na (период полураспада 22,49(4) с, выделяемая энергия 3547,6(7) кэВ):
{\displaystyle \mathrm {^{21}_{9}F} \rightarrow \mathrm {^{21}_{10}Ne} +e^{-}+{\bar {\nu }}_{e}}
{\displaystyle \mathrm {^{21}_{11}Na} \rightarrow \mathrm {^{21}_{10}Ne} +e^{+}+{\nu }_{e}}
В минералах, содержащих естественные радиоактивные элементы, зафиксирована также малопродуктивная реакция образования неона-21 при захвате альфа-частиц ядрами тяжёлого кислорода 18O, что приводит к различию изотопного состава атмосферного неона и неона, окклюдированного в этих минералах (так, например, в монаците отношение 21Ne/20Ne приблизительно в 370 раз превышает это отношение для воздуха):
{\displaystyle \mathrm {{}_{8}^{18}O} +\mathrm {{}_{2}^{4}He} \rightarrow \mathrm {{}_{10}^{21}Ne} +\mathrm {{}_{0}^{1}n} }